# 澳大利亚食虫植物
《澳大利亚食虫植物》（英語：Carniflora Australis）为澳大利亚食虫植物协会的官方出版物，为英文半年刊。其内容包括食蟲植物的园艺信息、实地考察报告及学术研究。其创办于2003年3月。全彩，每年约64页。。2014年9月停刊。

## 类群描述
波哥猪笼草（Nepenthes bokorensis）的正式描述发表于2009年3月的《澳大利亚食虫植物》中，莱昂纳多猪笼草（Nepenthes leonardoi）的正式描述发表于2011年3月的《澳大利亚食虫植物》中。

## 扩展阅读
官方网站